# Auqui auqui
Auqui Auqui, o Awki Awki (proveniente de la palabra aymara auqui, que significa padre/viejo,.expresión que contiene una reduplicación, la cual conforma un sustantivo colectivo) es una danza folclórica que se baila en el departamento de La Paz, Bolivia, al igual que en la provincia de Huancané, Perú . Esta danza satiriza a los conquistadores españoles ancianos del período colonial En la misma, bailan hombres con disfraces que representan trajes formales de la colonia, junto a sombreros grandes de paja tejida, y máscaras que representan a ancianos con largas barbas blancas.